# Pallanum
Pallanum era un'antica città del popolo italico dei Lucanati, oggi sito archeologico sul Monte Pallano.

## Storia
Il nome Pallanum appare per la prima volta nella Tavola Peutingeriana. Nel IV-V secolo d.C. parrebbe essere una stazione sulla strada che congiungeva Aternum (oggi Pescara) e Larinum (presso l'attuale Larino). Pallanum si troverebbe così al VII miglio da Anxanum (l'odierna Lanciano) ed al XII miglio da Histonium (l'odierna Vasto). Edward Bispham ipotizza che Pallanum sia una città di origine sannitica. Dal I secolo a.C. la popolazione incominciò a diminuire.
Tra il XVIII e XIX secolo si occuparono del centro vari storiografi come Pietro Polidori, Domenico Romanelli, Antonio Ludovico Antinori, mentre in epoca più recente il sito fu al centro delle indagini di Valerio Cianfarani e Andrea Staffa. In occasione degli scavi archeologici degli anni '90, molto materiale in ceramica e in pietra è stato portato a Chieti, esposto nel Convitto nazionale "Giambattista Vico", e nel Museo archeologico nazionale d'Abruzzo a Villa Frigerj.

## Descrizione

### Mura paladine

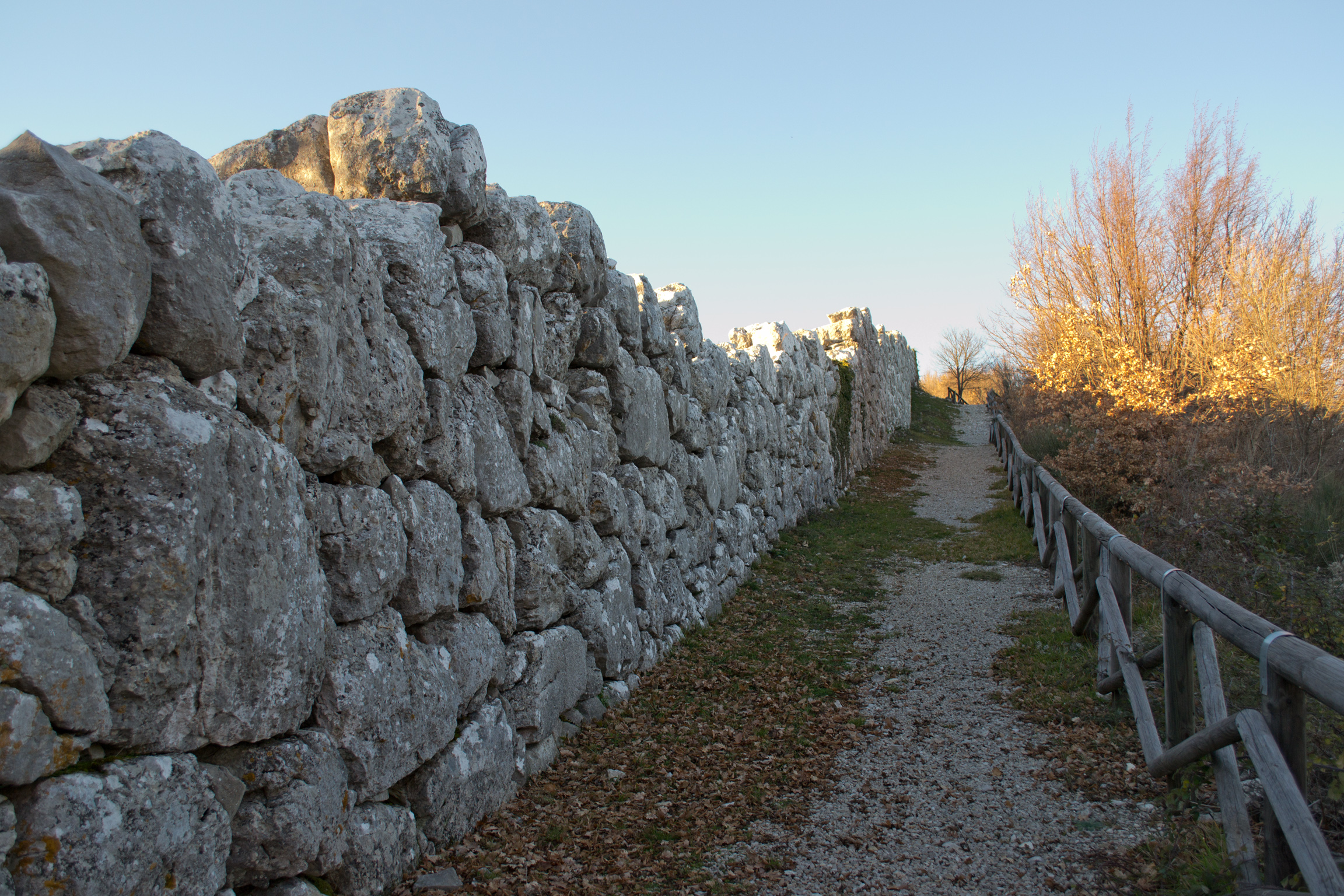
Resti delle mura difensive dell'antica città di Pallanum

Ad est dell'insediamento si erge un'antica e possente muraglia difensiva edificata in periodo italico, di cui ne restano circa 160 metri, alta in media 4 metri ed intervallata in origine da quattro porte, di cui ne sono sopravvissute due: la "Porta del Monte" e la "Porta Del Piano" (quest'ultima è coperta da un architrave). La porta del Piano, larga 80 cm, si trova nella parte più alta del sito, mentre la porta del Monte è posta più a valle, laddove i blocchi diminuiscono di grandezza, ravvisando una diversa tecnica costruttiva. I blocchi utilizzati sono di tipo calcareo, provengono dalla stessa montagna e sono accatastati a secco. Una leggenda vuole edificate le mura megalitiche da Carlo Magno, in realtà furono edificate nel periodo italico tra il VI ed il III secolo a.C.

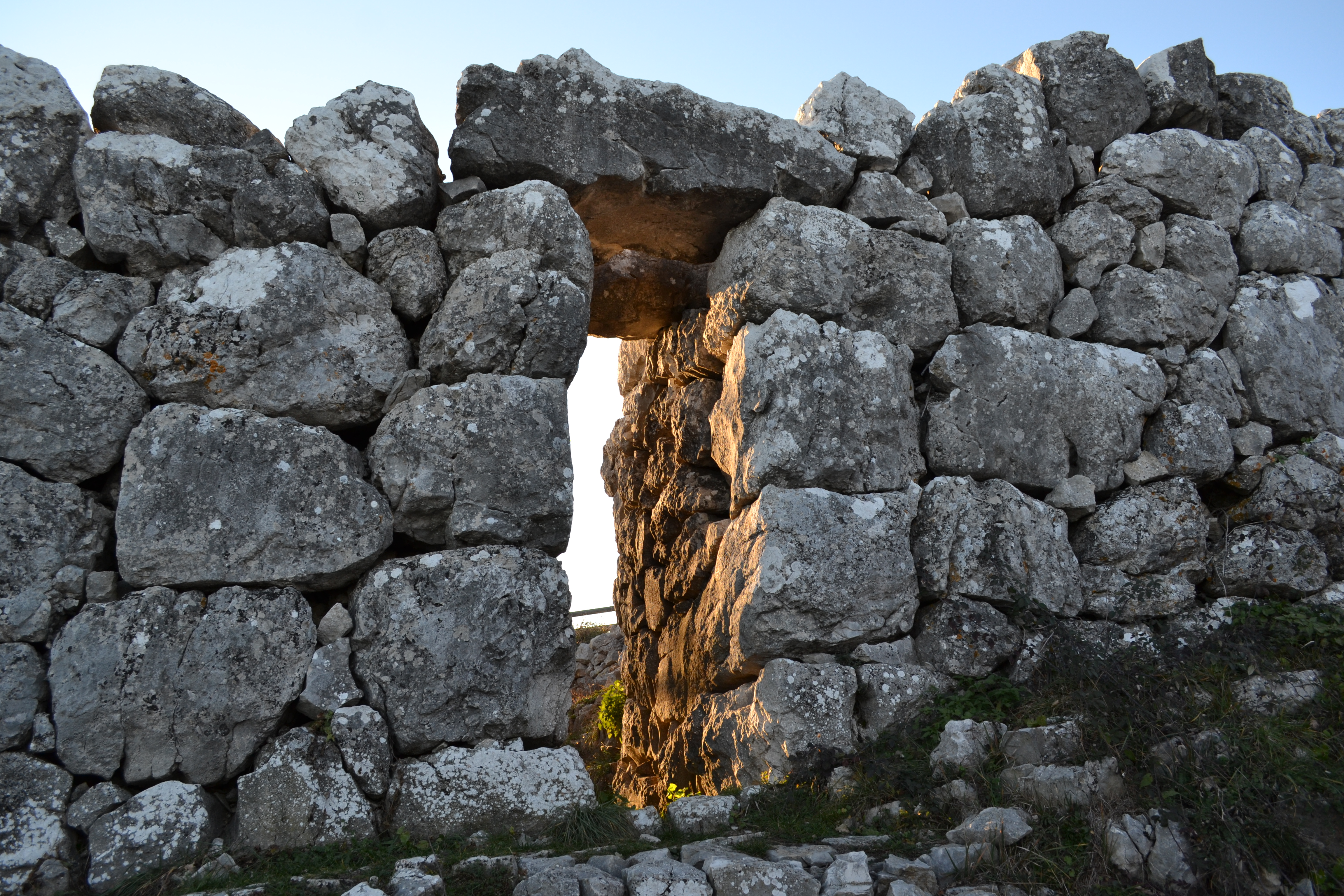
Porta del Piano

### Insediamento romano-ellenistico

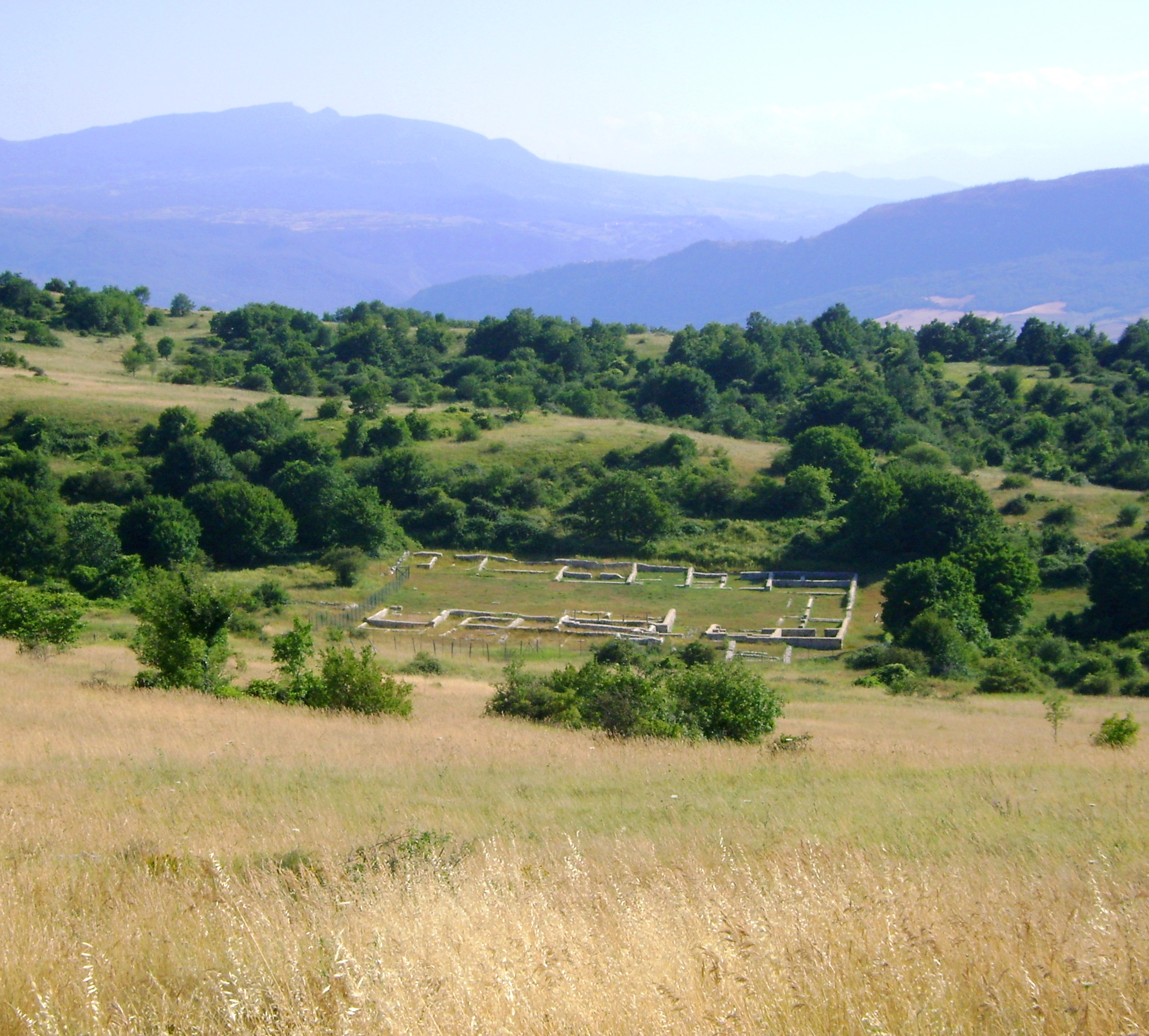
L'insediamento romano

In un avvallamento ad un'altitudine leggermente inferiore, ad ovest delle mura megalitiche, si trovano le rovine di un insediamento di medie dimensioni. È composto da un complesso di costruzioni che si sviluppano attorno ad uno spazio vuoto centrale.
Inoltre sono state rinvenute tegole di terracotta, varie monete di età romana ma soprattutto numerosi manufatti di ferro.
Molte murature sono state edificate a secco, altre in opera pseudo-isodoma. Le pavimentazioni, realizzate in argilla, gesso e pozzolana sono in opus signinum. Vari dislivelli lasciano supporre vari terrazzamenti dell'abitato.

## Attestazioni storiografiche
Scrive il sacerdote e storico Domenico Romanelli: 
  Di questo celebre castello Frentano non troviamo alcuna memoria ne' geografi, e negli storici antichi. È segnato solamente col nome di Pallanum nella tavola del Peutingero tra il Sangro, ed Istonio.
[...]  Infiniti scrittori de' passati tempi fecero parola di Pallano, il Biondo, il Pacicchelli, l'Olstenio, ma meglio, che da questi, e da altri scrittori, si ritrae qualche schiarimento dell'esistenza di Pallano nelle vecchie carte de' bassi tempi. [...]  In un diploma riferito dal Pollidoro si ha, che Uberto principe longobardo nel 1006 avesse donato questo castello al monastero di S. Stefano in rivo maris. [...]

  Si legge lo stesso nella cronica del detto monastero da me
conservata: Anno MVI. Ubertus comes devotionem magnam gerens S. Stephono donavit ejusdem ecclesiae Iohannì Abbati, et congregationi Monachorum castellanum de Pallano, cum heredìtate sua in ipso castello. Nella stessa cronica si riporta, che nel 1081 Roberto conte de' conti di Loritello, e Drogone di lui fratello normanni venendo al nominato monastero donassero a S. Stefano il cimiterio di S. Comizio di Pallano cum toto jure, et pertinentìa sua.

  Da tutte queste memorie apparisce chiaro, che il castello di Pallano fosse stato esistente sino all'epoca de' Normanni, dopo della quale restò abbandonato»
(Domenico Romanelli, Antica Topografia Istorica del Regno di Napoli, part.III, sect.VII., § 12, Pallanum, pagg. 43-46)